# Neurobasis kaupi
Neurobasis kaupi – gatunek ważki z rodziny świteziankowatych (Calopterygidae).